# Communauté de communes de la Saulx et du Perthois
La Communauté de communes de la Saulx et du Perthois  est une ancienne communauté de communes française, située dans le département de la Meuse et la région Grand Est.

## Histoire
La communauté, dont le siège est à Ancerville, a été créée le 1er janvier 1999.
À sa création, la Codecom regroupait les 17 communes du canton d'Ancerville.
En 2003, Nant-le-Petit rejoint la Codecom, portant le nombre de communes à 18, représentant 9 940 habitants en 2011,.
Le 1er janvier 2014, Maulan rejoint la Codecom, portant le nombre de communes à 19. Cela représenterait, selon les données de 2011, 10 039 habitants et une surface de 213,94 km2.
Elle est dissoute le 31 décembre 2016 pour former la communauté de communes Haute Saulx et Perthois-Val d'Ornois avec la communauté de communes du Val d'Ornois et la communauté de communes de la Haute Saulx.

## Composition
Depuis 2014, la communauté de communes regroupait 19 communes :
| Nom                     | Code Insee | Gentilé       | Superficie (km2) | Population (dernière pop. légale) | Densité (hab./km2) |
| ----------------------- | ---------- | ------------- | ---------------- | --------------------------------- | ------------------ |
| Ancerville (siège)      | 55010      | Ancervillois  | 21,58            | 2 752 (2014)                      | 128                |
| Aulnois-en-Perthois     | 55015      | Accalés       | 10,75            | 519 (2014)                        | 48                 |
| Baudonvilliers          | 55031      |               | 3,07             | 394 (2014)                        | 128                |
| Bazincourt-sur-Saulx    | 55035      |               | 10,34            | 147 (2014)                        | 14                 |
| Brillon-en-Barrois      | 55079      | Brillonais    | 11,35            | 632 (2014)                        | 56                 |
| Cousances-les-Forges    | 55132      | Cousancois    | 18,13            | 1 705 (2014)                      | 94                 |
| Haironville             | 55224      | Haironvillois | 9,79             | 616 (2014)                        | 63                 |
| Juvigny-en-Perthois     | 55261      |               | 6,36             | 129 (2014)                        | 20                 |
| Lavincourt              | 55284      |               | 4,70             | 69 (2014)                         | 15                 |
| L'Isle-en-Rigault       | 55296      |               | 10,54            | 498 (2014)                        | 47                 |
| Maulan                  | 55326      |               | 4,22             | 109 (2014)                        | 26                 |
| Montplonne              | 55352      | Montplonnois  | 20,68            | 143 (2014)                        | 6,9                |
| Nant-le-Petit           | 55374      |               | 9,02             | 84 (2014)                         | 9,3                |
| Rupt-aux-Nonains        | 55447      |               | 20,40            | 353 (2014)                        | 17                 |
| Saudrupt                | 55470      |               | 7,78             | 202 (2014)                        | 26                 |
| Savonnières-en-Perthois | 55477      |               | 10,07            | 429 (2014)                        | 43                 |
| Sommelonne              | 55494      |               | 10,22            | 476 (2014)                        | 47                 |
| Stainville              | 55501      |               | 20,87            | 432 (2014)                        | 21                 |
| Ville-sur-Saulx         | 55568      |               | 4,07             | 291 (2014)                        | 71                 |

## Fonctionnement
Le conseil communautaire est composé de 30 délégués, dont 5 vice-présidents.

### Présidence
| Période                                  | Période  | Identité      | Étiquette | Qualité             |
| ---------------------------------------- | -------- | ------------- | --------- | ------------------- |
| Les données manquantes sont à compléter. |          |               |           |                     |
| 2008                                     | En cours | Jacky Lemaire |           | Maire d'Haironville |